# Oswald Herzog

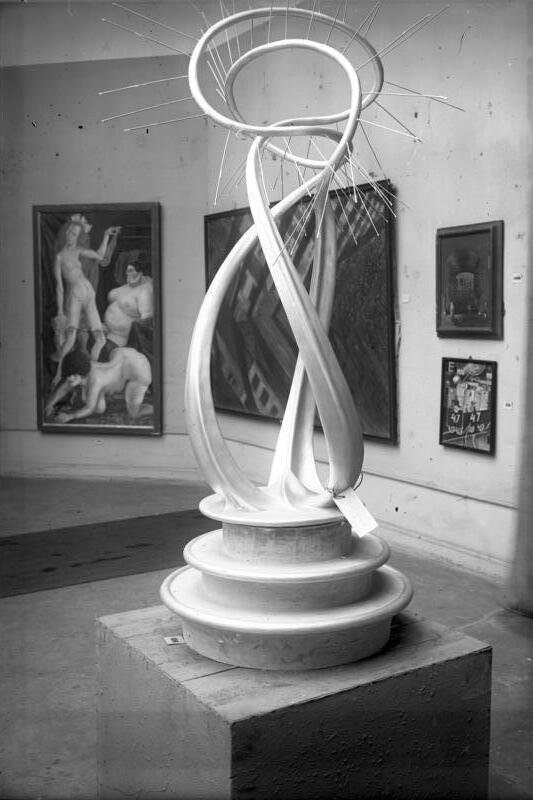
Rzeźba Herzoga na Großen Berliner Kunstausstellung (Wielkiej Berlińskiej Wystawie Sztuki)

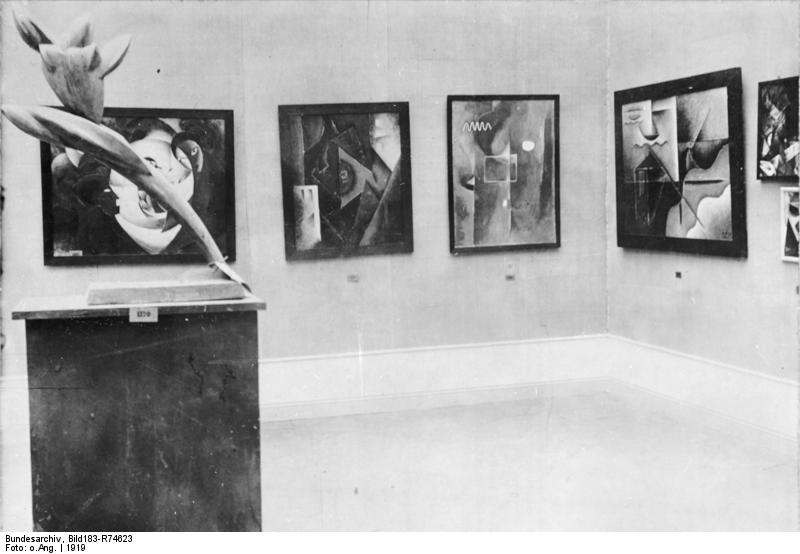
Po lewej stronie na cokole rzeźba O. Herzoga

Oswald Herzog (ur. 14 marca 1881 w Chojnowie, zm. 10 maja 1946 w Cieplicach) – niemiecki artysta, rzeźbiarz, malarz i teoretyk sztuki. Twórca znany głównie ze swoich abstrakcyjnych i kubistycznych rzeźb. Swoje dzieła zaliczał do nurtu ekspresjonizmu abstrakcyjnego. Członek grupy niemieckich artystów ekspresyjnych i architektów - Novembergruppe.

## Życiorys
Oswald Herzog urodził się 14 marca 1881 roku w Chojnowie (ówcześnie Haynau) na terenie dzisiejszego województwa dolnośląskiego. Edukację wczesnoszkolną odbywał w Legnicy, gdzie praktykował również w firmie budowlanej, co było niezbędne aby mógł się utrzymać. W wieku 14 lat rozpoczął trzyletnią praktykę w pracowni sztukatorskiej, gdzie wykazał się predyspozycjami do pracy w tym zawodzie.
W wieku 30 lat u artysty nastąpił zwrot i zaczął on pogłębiać rytmiczność oraz duchowość natury. Odzwierciedleniem tego zwrotu była wydana w 1914 w Berlinie książka Rhythmus Kunst Natur. Rytm i dynamika natury przekładały się także na jego twórczość z tego okresu, który został gwałtownie przerwany wybuchem wojny i powołaniem Herzoga do wojska.

## Publikacje
- Oswald Herzog: Plastik, Sinfonie des Lebens (Rzeźba, Symfonia życia), z przedmową Bruno W. Reimanna, Buch- u. Kunstheim K. & E. Twardy, Berlin 1921
- Oswald, Herzog: Zeit und Raum. Das Absolute in Kunst und Natur (Czas i przestrzeń. Absolut w sztuce i naturze),  J. J. Otten,  N68 .H4, Berlin-Frohnau, 1928
- Oswald Herzog: Stilistische entwicklung der bildenden Künste, eine einführung in das wesen der Kunst (Rozwój stylistyczny sztuk plastycznych, wprowadzenie do natury sztuki), Berlin, C. Hause, 1912

## Wybrane rzeźby
- »Begeisterung« (Entuzjazm) (1920)
- »Entfliehen« (Ucieczka) (1920)
- Furioso (1918)
- Sprung (1920)

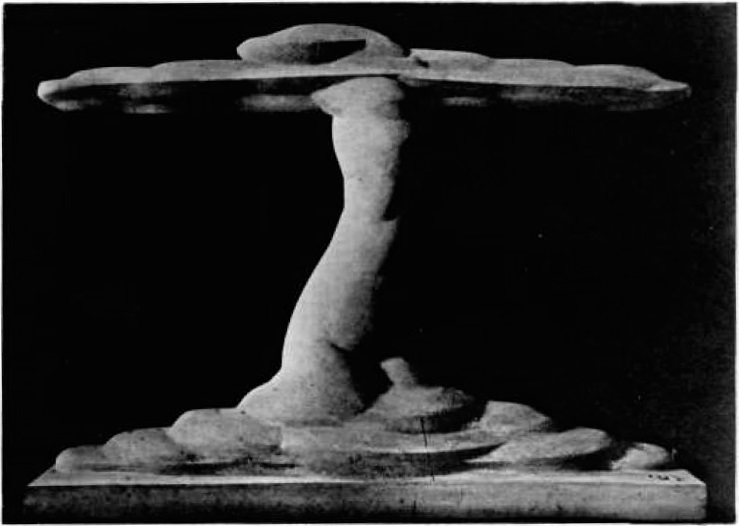
Harmonia, O. Herzog (1918)

- Geniessen (Przyjemność), (ok. 1920)[6]
- Freude (1921)
- Verzückung (1919)
- Harmonie (1918)
- Das Ich (1918)[7]